# Trichodezia
Trichodezia là một chi bướm đêm thuộc họ Geometridae.

## Các loài
Listed alphabetically.
- Trichodezia albofasciata (Grote, 1863)
- Trichodezia albovittata (Guenée, 1857) – White-striped Black
- Trichodezia californiata (Packard, 1871)
- Trichodezia haberhaueri (Lederer, 1864)
- Trichodezia kindermanni (Bremer, 1864)

## Hình ảnh

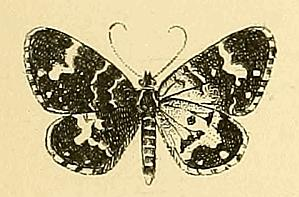
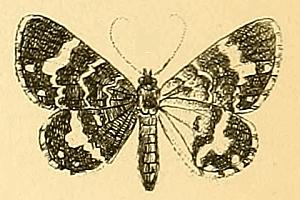